# Evaristo Márquez Contreras
Evaristo Márquez Contreras (Juan Gallego, aldea de El Madroño, 3 de febrero de 1929-Sevilla, 24 de enero de 1996), fue un escultor español. 

## Biografía
Nacido en Juan Gallego, aldea de El Madroño, de la provincia de Sevilla. A los cuatro años se traslada su familia a Nerva, en la provincia de Huelva, donde cursa Estudios Primarios, Perito Mercantil, Facultativo de Minas y la Licenciatura en Bellas Artes mientras trabajaba como funcionario municipal.
En el año 1974 traslada su residencia a Sevilla para dedicarse a la enseñanza como profesor de Dibujo en Institutos de Enseñanza Secundaria.
En 1973 consigue el Primer Premio de Escultura en la Exposición “Fin de curso 1972/73” concedido por la Dirección General de Bellas Artes.
En 1974 consigue, por su obra escultórica, el Primer Premio de la Exposición Nacional de Otoño de la Real Academia de Bellas Artes Santa Isabel de Hungría.
En 1975 consigue el Premio Nacional en la XXIV Exposición de Otoño por “El Minero”.
Ese mismo año realiza la escultura del minero por encargo del Ayuntamiento de Minas de Riotinto.
En 1981 recibe Premio a su obra escultórica en la XXIX Exposición de Otoño. En 1991 defiende su tesis doctoral sobre la obra escultórica de Carmen Jiménez Serrano en la Facultad de Bellas Artes de Sevilla. Fallece en Sevilla.